# Lynn Haven, Florida
Lynn Haven är en stad (city) i Bay County, i delstaten Florida, USA. Enligt United States Census Bureau har staden en folkmängd på 18 607 invånare (2011) och en landarea på 26,9 km².